# Tephritis pentagonella
Tephritis pentagonella
 es una especie de insecto díptero que Mario Bezzi describió científicamente por primera vez en el año 1928.
Esta especie pertenece al género Tephritis de la familia Tephritidae.